# 阔活
阔活金融公司（英語：KOHO Financial Inc.）简称阔活（英語：KOHO），是一家总部位于加拿大多伦多的金融科技公司，2014年成立于温哥华。虽然它不是一家银行，但经由万事达卡的许可，该公司提供纯网络银行服务。
2019年，阔活在加拿大成功发展并积累了12万个账户后，获得了2500万美元的第二轮融资。2020年，在COVID-19大流行期间，阔活与加拿大注册管理局合作，允许用户将应急资金直接存入其账户。